# 都勃極烈
都勃極烈為金國一官名，勃極烈为女真的长官，“都”（da）即女真语“首領”。第一次出現在《金史》是在《太祖本紀》中，1113年十月（陰曆），“康宗即世，太祖袭位为都勃极烈”。1115年一月（陰曆），完顏阿骨打稱帝。

## 历任
- 金景祖（乌古乃，1021年－1074年）
- 金世祖（劾里钵，1074年－1092年）
- 金肃宗（颇剌淑，1092年－1094年）
- 金穆宗（盈歌，1094年－1103年）
- 金康宗（乌雅束，1103年－1113年）
- 金太祖（阿骨打，1113年－1115年）

### 书目
- 《金史》，脫脫等著。